# Peter Bogdanovich
Peter Bogdanovich (Kingston, New York, 30. srpnja 1939. – Los Angeles, Kalifornija, 6. siječnja 2022.) bio je američki filmski redatelj i scenarist, srpskog i židovskog podrijetla.